# Clinton County, Iowa
Clinton County är ett administrativt område i delstaten Iowa, USA, med 49 116 invånare. Den administrativa huvudorten (county seat) är Clinton.

## Geografi
Enligt United States Census Bureau har countyt en total area på 1 839 km². 1 800 km² av den arean är land och 39 km² är vatten.

### Angränsande countyn
- Jackson County - nord
- Carroll County, Illinois - nordost
- Whiteside County, Illinois - öst
- Rock Island County, Illinois - sydost
- Scott County - syd
- Cedar County - sydväst
- Jones County - nordväst